# Chrysotimus linzhiensis
Chrysotimus linzhiensis är en tvåvingeart som beskrevs av Wang 2006. Chrysotimus linzhiensis ingår i släktet Chrysotimus och familjen styltflugor. Inga underarter finns listade i Catalogue of Life.